# Drottningholms badhus

Drottningholms badhus är kungafamiljens privata kallbadhus i Mälaren vid Drottningholms slott på Lovön, Stockholms län. Badhuset står söder om slottet i ett område som under 1800-talets början utformades med lövträdbevuxna öar och kanaler, förbundna med broar samt en liten gångbro som leder till själva badhuset. Området är inte tillgängligt för allmänheten.
Området är gestaltat som engelsk park och är det enda större tillskott på Drottningholm som ordnades efter Gustav III:s död. Badhuset uppfördes 1792 på hertig Karls (sedermera Karl XIII) uppdrag efter ritningar av C.C. Gjörwell. Det är formgivet i tidens klassicistiska tempelstil med tympanon och tandsnitt längs takkanten. Drottningholms badhus är troligen det äldsta bevarade i sitt slag i Sverige.

## Bilder

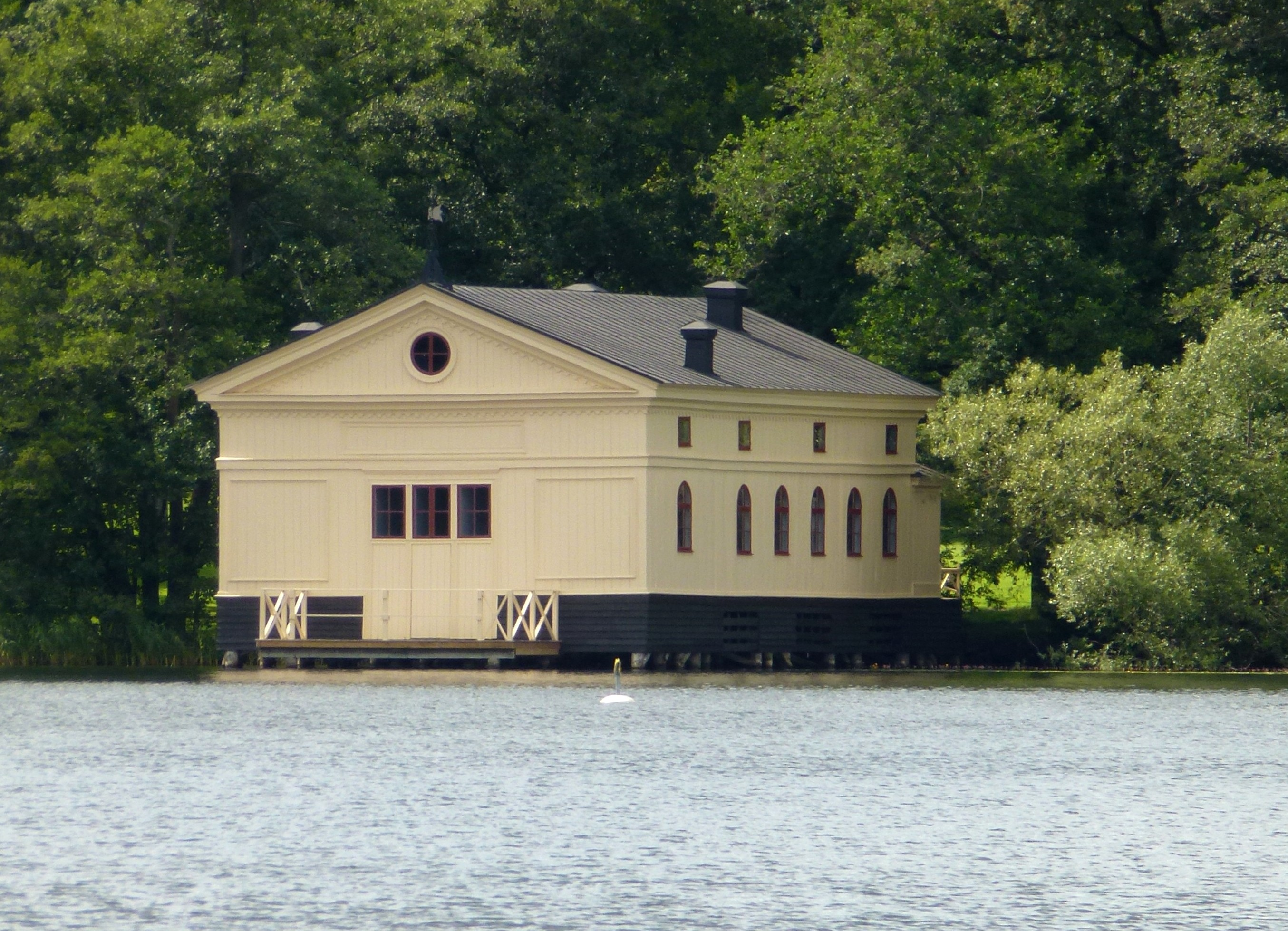
Badhuset sett från Kärsön 2012
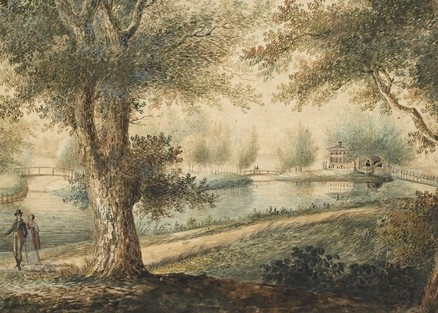
Badhuset med omgivning 1802
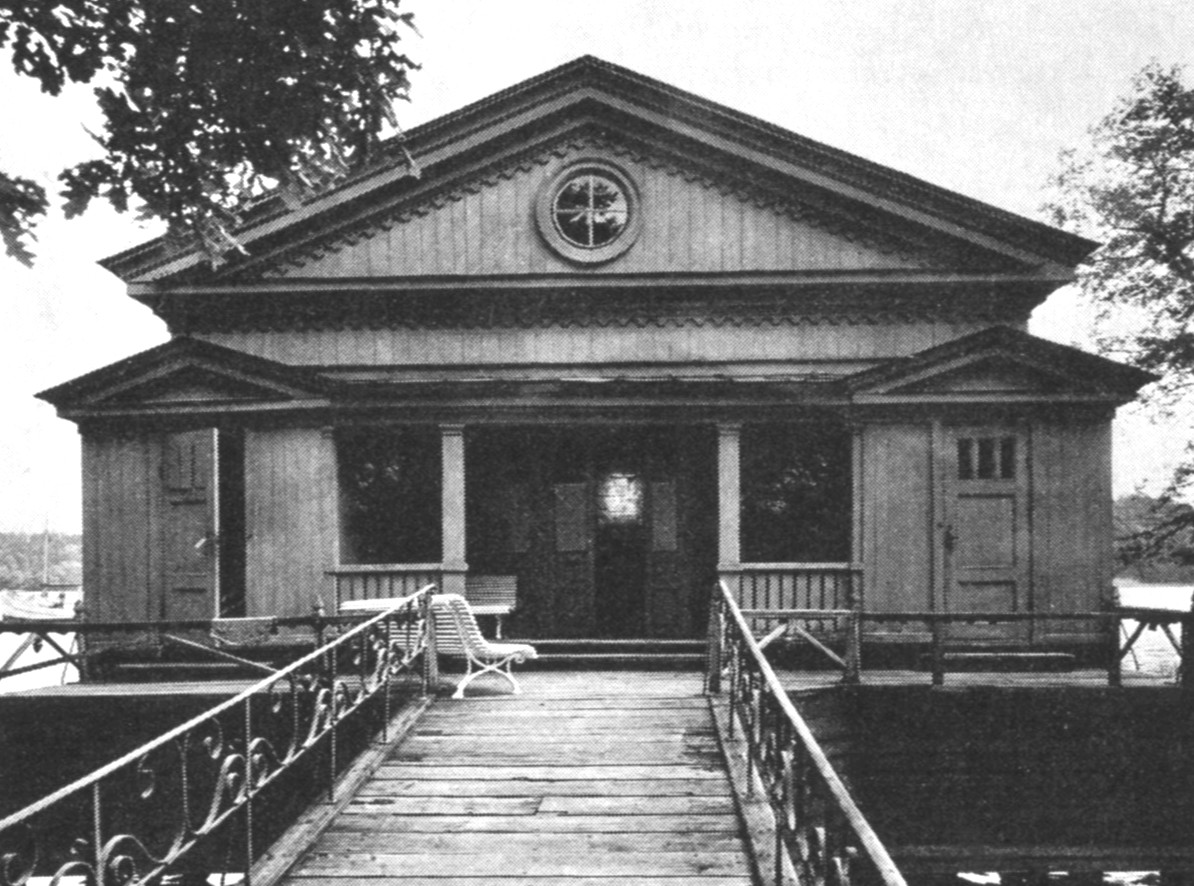
Badhusets entrésida på 1940-talet
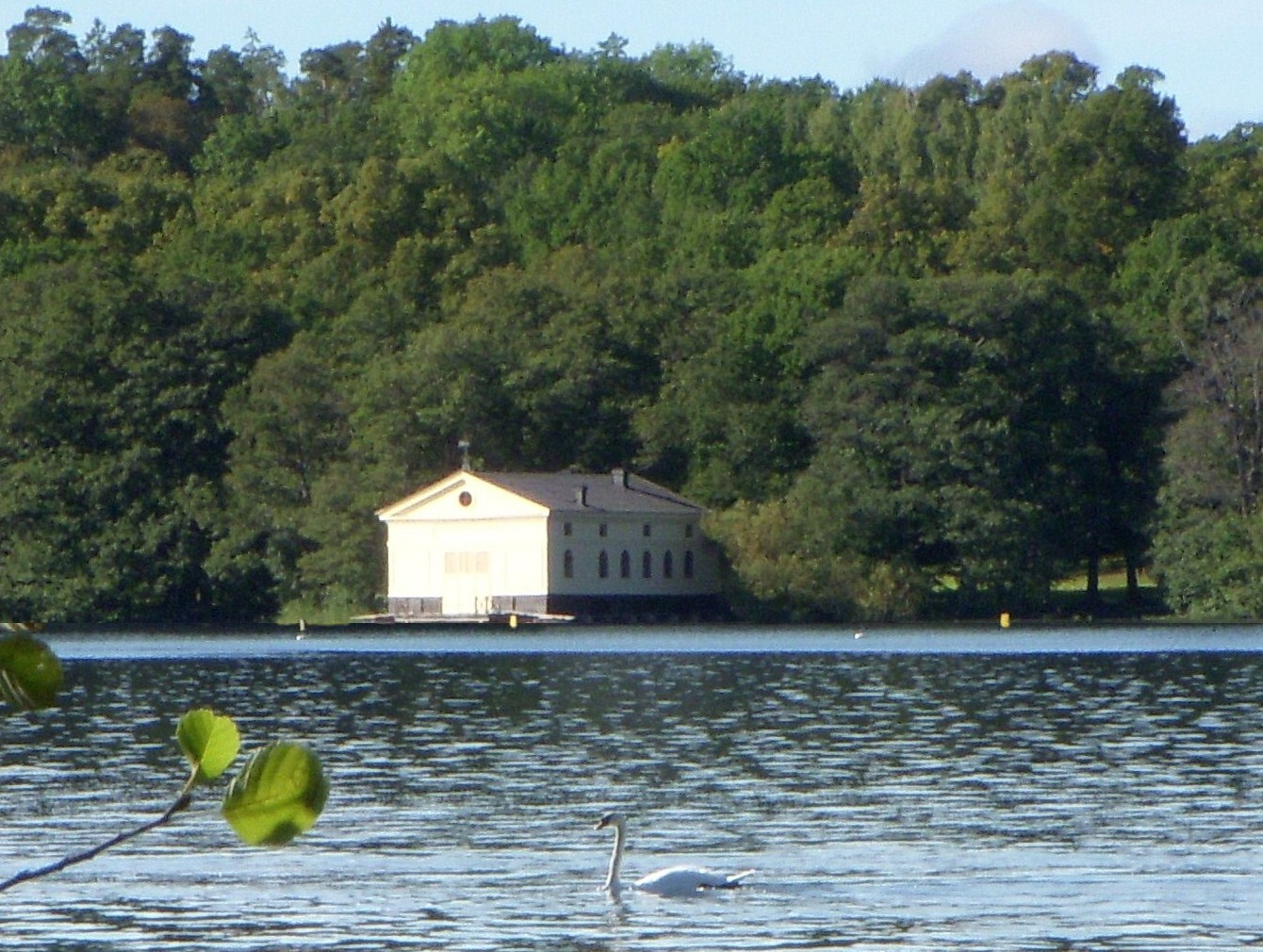
Badhuset sett från Kärsön 2011